# Jules de Bonnemaison
Jules de Bonnemaison, né le 24 mai 1807 à Paris où il est mort le 14 juillet 1867, est un peintre français.

## Biographie
Jean Baptiste Jules Ferréol de Bonnemaison est le fils du peintre Féréol Bonnemaison et de Françoise Catherine Eugénie Marcoux (1777-1851). Il a une sœur prénommée  Catherine Françoise Eugénie.
Il expose au Salon de 1836 à 1863.
En 1857, il expose cinq toiles au Salon.
Son domicile est au no 107 de l'avenue des Champs-Élysées. Il meurt célibataire à l'âge de 60 ans à l'hôpital Fernand-Widal.

## Participation aux Salons parisiens
- Portrait d'une dame à cheval, au Salon de 1836
- Piqueur excitant ses chiens, au Salon de 1840
- Le débuché, au Salon de 1841
- Cheval de tilbury, au Salon de 1841
- Portrait de M. J. L. montant Noémi, cheval de race, au Salon de 1842
- Rendez-vous de chasse, au Salon de 1844
- Un rendez-vous de chasse, au Salon de 1845
- Le repos, au Salon de 1845
- Repos de chasse, au Salon de 1847
- Un cheval, au Salon de 1848
- Repos dans la forêt…, au Salon de 1848
- Portrait équestre de M. de P., au Salon de 1849
- Chasse du cerf ; l’hallali sur pied, au Salon de 1849
- Chasse du sanglier sous Charles IX, au Salon de 1849
- Lévriers poursuivant un lièvre, au Salon de 1849
- Bien-aller, au Salon de 1850
- Chasse, au Salon de 1850
- Halte de chasse sous Louis XV, au Salon de 1857
- Intérieur d’écurie, portrait de cheval, au Salon de 1857
- Un relai, au Salon de 1857
- L'entrée du bois, portraits de chevaux, au Salon de 1857
- Un bien-aller, au Salon de 1857
- Un relais de poste, au Salon de 1859
- Un stage, au Salon de 1859
- Chaise de poste, au Salon de 1859
- Plasto - double poney, au Salon de 1863
- Chevaux à la forge, au Salon de 1863